# 伊藤光
伊藤 光（いとう ひかる、1989年4月23日 - ）は、愛知県岡崎市出身のプロ野球選手（捕手）。右投右打。横浜DeNAベイスターズ所属。

## 経歴

### プロ入り前
愛知県岡崎市緑丘のたつみ幼稚園に通っていた5歳のときに野球を始めた。岡崎市立藤川小学校時代、「岡崎リトルリーグ」で投手兼内野手を務める。岡崎市立東海中学校ではボーイズリーグ「東名古屋スターズ」で捕手を務めた。
高校は高知県の明徳義塾高校に進学。入学当初から監督の馬淵史郎に「3年やればドラフト候補になる」と才能を見込まれ、英才教育の一環として捕手をやりながら遊撃手や投手にも挑戦した。2年春からベンチ入りし、春季打点王で高知県選抜に選ばれ、日米親善試合、台湾遠征試合を経験した。3年夏は選手権高知大会決勝で高知高校に敗れ準優勝。高校通算13本塁打。
2007年10月7日に行われた高校生ドラフト会議で、オリックス・バファローズから3位指名を受け、契約金5000万円、年俸500万円（金額は推定）という条件で入団した。背番号は61。

### オリックス時代

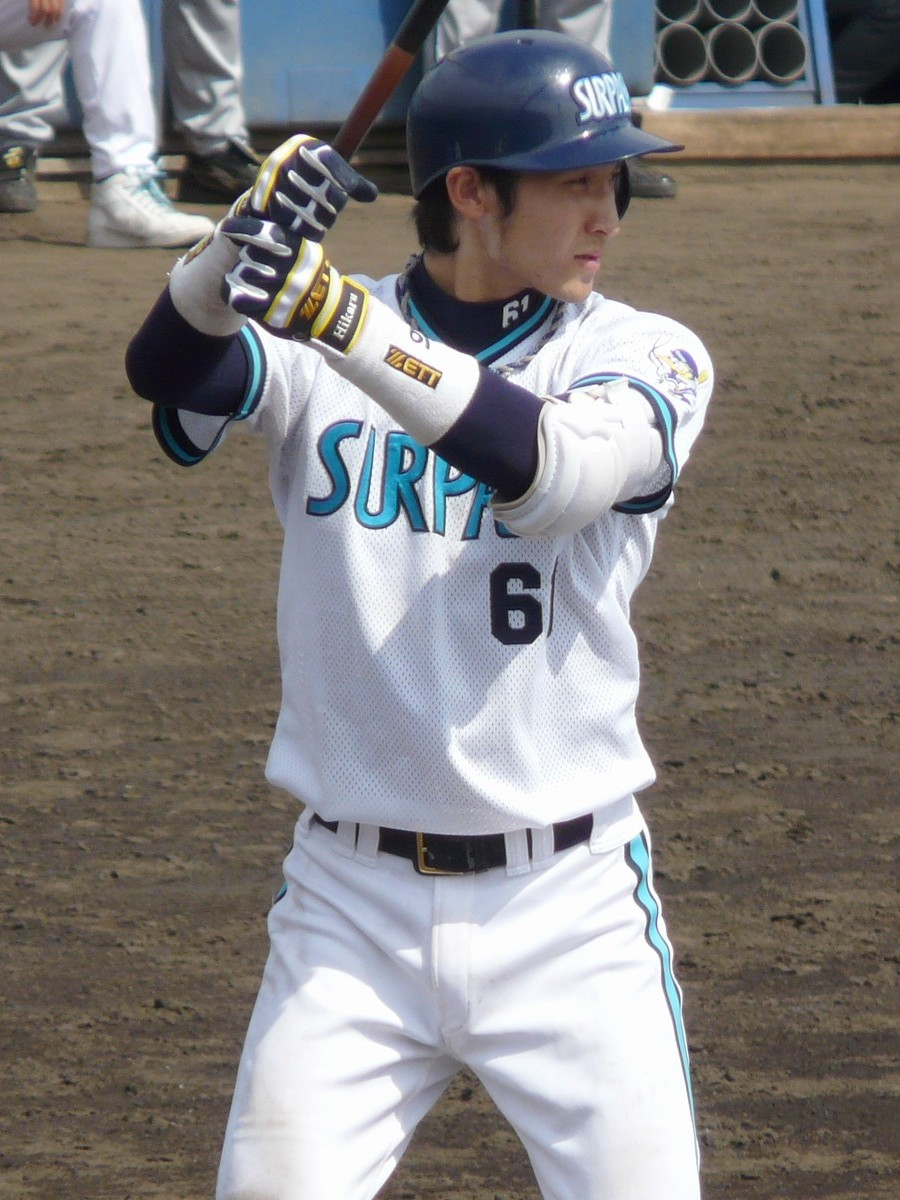
2008年7月2日、舞洲ベースボールスタジアムにて

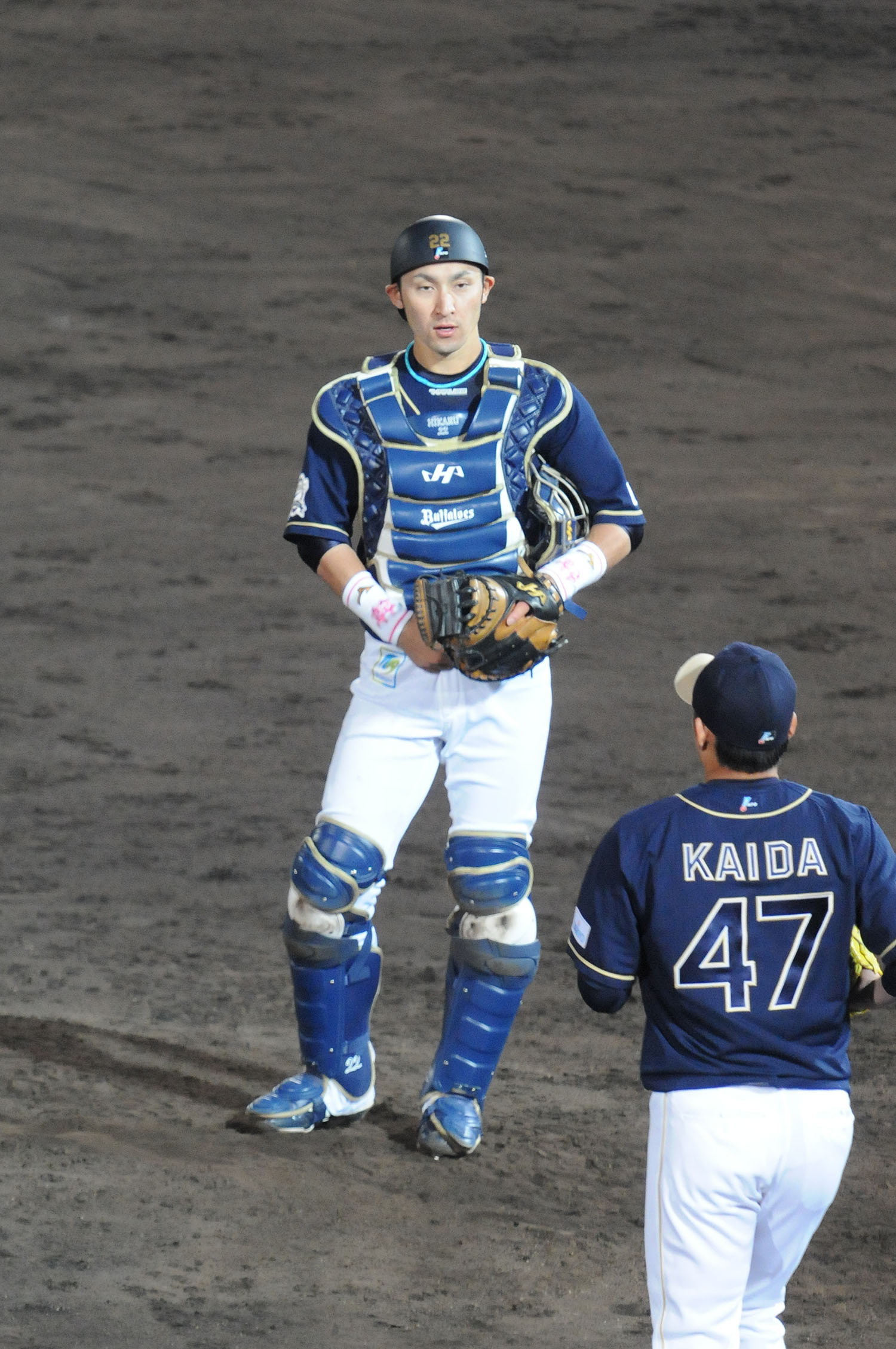
2016年5月17日 こまちスタジアムにて

2008年は、ウエスタン・リーグ公式戦では43試合に出場し、捕手としてチーム最多の40試合でマスクを被ったが、同じくチーム最多の3捕逸を記録した。ウ・リーグ公式戦では本塁打を記録できなかったが、イースタン・リーグとのファーム交流戦では2本塁打を記録。9月13日の対北海道日本ハムファイターズ戦（札幌ドーム）には、捕手として一軍デビューを果たした。
2009年は、春季キャンプからオープン戦まで一軍に帯同していたが、4月14日に椎間板ヘルニアの除去手術を受けた。当初は約3か月後の実戦復帰を目指していたが、手術の影響で左足のふくらはぎの筋力が低下。打撃で踏ん張れないなどの事態に至ったことから、一・二軍とも実戦出場の機会はなかった。
2010年は、前年の手術に伴うリハビリを経て、6月上旬のウエスタン・リーグ公式戦で実戦に復帰。初安打を打った際には、思わず号泣したという。シーズン終盤には、2年ぶりに一軍へ昇格すると、公式戦2試合でスタメンマスクを任された。シーズン終了後には、ピッツバーグ・パイレーツから入団した朴賛浩が背番号61の着用を希望したため、自身の背番号を54に変更した。
2011年は、一軍監督の岡田彰布から「将来の正捕手候補」として期待されたことを背景に、公式戦の開幕を初めて一軍で迎えた。4月12日の福岡ソフトバンクホークスとの開幕戦（京セラドーム大阪）でスタメンマスクを任されると、以降の試合でも、寺原隼人の3年半ぶりの完封勝利や西勇輝のプロ初勝利に貢献した。夏場以降はエースの金子千尋とバッテリーを組むなど、先発捕手としての出場機会を増やした一方で、シーズン中には成績不振などで2度の二軍調整を経験している。9月11日の対埼玉西武ライオンズ戦（ほっともっとフィールド神戸）では、守備中に中村剛也とのクロスプレーで右手人差し指を負傷し、その後の精密検査で骨折が判明したため、残り試合を棒に振った。一軍公式戦には66試合に出場し、打撃面では打率.156、57三振と課題を見せたが、規定試合数不足ながらチームトップの盗塁阻止率（.318）を記録した。また、シーズン終了後には背番号を22に変更することが発表された。
2012年は、前年に続いて開幕戦のスタメンマスクを任されると鈴木郁洋・斉藤俊雄らと併用されながら出場機会を増やした。しかし、4月12日の対千葉ロッテマリーンズ戦（QVCマリンフィールド）7回表の守備中にジョシュ・ホワイトセルのスイング後のバットが右側頭部へ直撃し、グラウンド上に倒れ込んだため、病院に運ばれた。病院での診察は打撲と診断され、すぐに実戦へ復帰したが、攻守に精彩を欠いたことから同月末に二軍へ降格した。セ・パ交流戦の期間中に再び一軍へ復帰し、先発出場の機会を増やしたが、8月19日の対ソフトバンク戦（京セラドーム大阪）で投手陣が8回表までに5失点を喫すると、リード面の課題を克服すべく9月下旬まで再び二軍へ降格した。一軍でのシーズン最終戦だった10月8日の同カード（福岡Yahoo!JAPANドーム）では、捕手として西のノーヒットノーラン達成に貢献した。前年と同じく66試合に出場し、打率.205、10打点を記録した。シーズン終了後にはオリックス選手会の副会長に就任した。
2013年は、鈴木の引退・コーチ就任や、日高剛のFA権行使による阪神タイガースへの移籍を背景に、開幕から正捕手へ定着。オールスターゲームにもパシフィック・リーグ捕手部門のファン投票1位で初出場を果たした。打撃面では、開幕から6月まで3割近い打率を残すなど好調を維持した。8月には25打席無安打へ陥ったものの、9・10月に月間打率.330と復調し、10月5日・6日の対ロッテ戦（いずれもQVCマリンフィールド）で2試合連続本塁打を打つなど、本塁打も自己最多の3本塁打を記録。初の規定打席到達を果たし、シーズン通算では自己最高の打率.285を記録した。最終的には137試合に出場し、シーズン前に掲げた「100試合出場」と、オリックスの捕手としては、2008年の日高以来となる100試合以上の一軍公式戦出場を果たした。シーズン終了後の11月に台湾で開かれた「2013 BASEBALL CHALLENGE 日本 VS チャイニーズ・タイペイ」に、日本代表の一員として出場した。
2014年は、前年と同じく137試合に出場したが、FA権行使によりソフトバンクから移籍した山崎勝己と併用された影響で、規定打席に到達できなかった。それでも、投手陣によるリーグトップの防御率達成に守備面で貢献し、ベストナイン・ゴールデングラブ賞・最優秀バッテリー賞を受賞。打撃面では、打率が前年を下回った一方で前年を上回る48打点を挙げた。シーズン終了後の11月に開かれた日米野球2014には、日本代表の一員として出場。また、選手会の会長職を坂口智隆から引き継ぐことも発表された。
2015年は、「GLOBAL BASEBALL MATCH 2015 侍ジャパン 対 欧州代表」の日本代表として、3月11日の第2戦（東京ドーム）に出場。開幕後も、当初はスタメンマスクを任されていたが、リード面の不振より4月下旬から山崎にスタメンマスクを明け渡す試合が続き、5月8日から再調整のため二軍降格となった。8月5日の対ロッテ戦（QVCマリンフィールド）では、0-0で迎えた9回裏無死三塁から、自身の捕逸でチームがサヨナラ負けを喫した。パ・リーグではロッテの定詰雅彦が1994年6月12日の対オリックス戦で記録して以来史上4人目（当時）の事例で、オリックスでは1988年4月19日の対南海戦（大阪スタヂアム）で記録した内田強以来2人目。NPBの一軍公式戦で捕逸によって0-1でチームがサヨナラ負けを喫した事例は、大洋ホエールズの土井淳が1956年6月14日の対広島東洋カープ戦で記録して以来2例目で、パ・リーグ史上初だった。出場試合数は104試合と、過去2年から減少となった。規定打席に到達できなかったものの、打率.271を記録したほか捕手として2年連続でリーグトップの守備率を記録した。シーズン終了後の11月に開かれた第1回WBSCプレミア12には、9月の時点で日本代表の最終候補に選出されたが、最終ロースターに残らず、同大会への出場はなかった。
2016年は、開幕からスタメンマスクを任されたが、リード面での課題を理由に4月15日付で出場選手登録を抹消された。その後も、若月健矢の台頭により出場機会が減少し、一軍と二軍の往復が続いた。二軍調整中の7月27日には神戸総合運動公園サブ球場で開かれたソフトバンクとのウエスタン・リーグ公式戦に「5番・一塁手」としてスタメンで出場し、一軍でも、8月6日の対ロッテ戦（京セラドーム大阪）8回裏に代打で出場すると、9回表から初めて一塁の守備へ就くなど、指名打者や一塁手としての出場も増えたシーズンとなった。
2017年は、若月を上回る打力を生かしながら、金子登板時以外の出場機会を増やす目的で、捕手登録のまま春季キャンプから三塁手の守備練習に着手した。2017 ワールド・ベースボール・クラシック開幕直前の3月5日に京セラドーム大阪で催されたオリックスと日本代表の強化試合には、「7番・三塁手」として先発出場した。3月31日に行われた東北楽天ゴールデンイーグルスとの開幕戦（京セラドーム大阪）では、金子が先発したものの、自身は金子降板後の6回表から捕手として出場となった。翌4月1日の開幕第2戦では、一軍では初の三塁手として先発出場し、その後も若月を捕手、伊藤を三塁手としてスタメンで同時に起用する試合が続いた。シーズン中盤からは正三塁手である小谷野栄一の復調や、一塁を守れるクリス・マレーロの獲得などで内野手としての出場機会の減少に加え、若月の打撃不振もあり、8月以降は西や山岡泰輔の先発する試合でもスタメンマスクを任された。シーズンを通して103試合に出場し、捕手として若月（99試合）に次ぐ93試合に起用された一方で、10試合で三塁、2試合で一塁の守備に就いた。打撃では自己最多のシーズン5本塁打を記録したものの、打率は2011年以来の1割台で、9月9日の対楽天戦（Koboパーク宮城）第1打席で安打を打って以降、27打席（25打数）連続無安打でシーズンを終えた。
2018年は、春季キャンプから捕手に専念。開幕当初は若月と併用されたが、スタメンマスクを任された4月17日の対ロッテ戦（ZOZOマリンスタジアム）終了後に出場選手登録を抹消された。同点で迎えた5回裏一死二・三塁から自身の捕逸で勝ち越し点を許したり、前年終盤からの連続無安打記録がこの試合で45打席（41打数）に達したりするなど、開幕から攻守にわたって精彩を欠いていた。

### DeNA時代

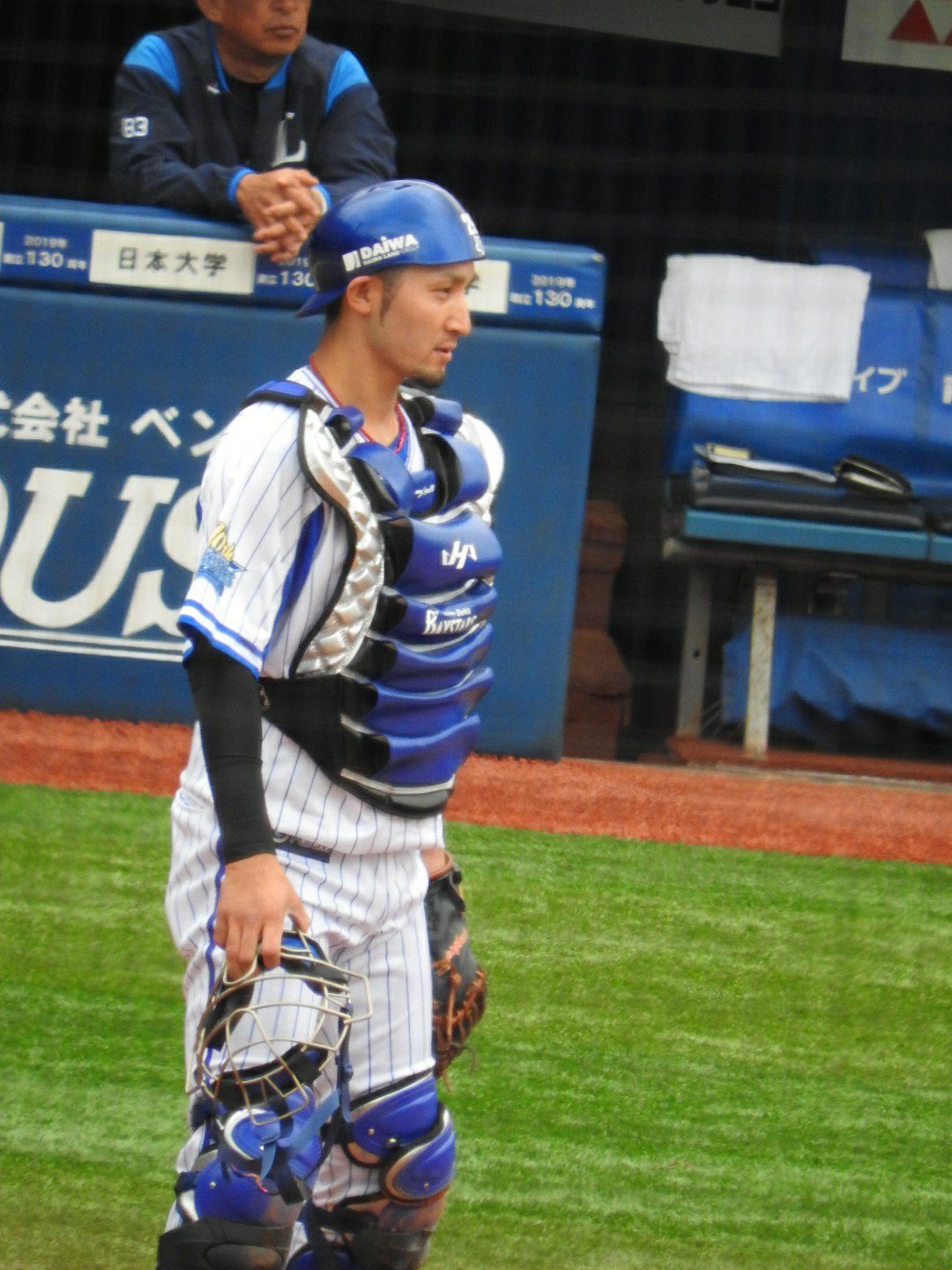
2019年6月9日 横浜スタジアムにて

2018年7月9日に、髙城俊人・白崎浩之との交換トレードで、赤間謙と共に横浜DeNAベイスターズへの移籍が発表された。背番号は29。チームの後半戦初戦に当たる7月16日の対東京ヤクルトスワローズ戦（横浜スタジアム）に、「7番・捕手」としてスタメンでセントラル・リーグの公式戦に初出場。オールスターゲーム直前の緊急トレードだったため、レガースやプロテクターの調達が間に合わず、同じ青系の色を使用するオリックス時代の用具を付けて捕手の守備に就いた。2回表に雄平が試みた二塁への盗塁を阻止すると、その裏の移籍後初打席で、小川泰弘から中前安打を記録。オリックス時代の2017年から続いていた一軍公式戦での連続打席無安打記録を49打席で止めた。以降の試合にも嶺井博希らと併用されたが、球団から期待されていた正捕手への定着までには至らず、通算47試合の出場で1本塁打、11打点、打率.195という成績にとどまった。
2019年は、同姓の伊藤裕季也が入団したため、スコアボード上の表記が「伊藤光」、ユニフォームの背ネームが「H.ITOH」にそれぞれ変更された（2022年途中に裕季也が楽天へ移籍した後にもこの表記は継続）。レギュラーシーズンの前半戦は、事実上正捕手に定着。移籍1年目は低調だった打撃面でも、下位打線でしばしば快打を打つなど好調だった。7月27日の対中日ドラゴンズ戦（ナゴヤドーム）では、1回表の第1打席で松坂大輔、2回表の第2打席で三ツ間卓也から死球を受けたものの、3回表の第3打席で三ツ間から安打を打った。しかし、次のカードである7月30日の対ヤクルト戦（横浜）9回表の守備中に、相手の打者が打ったファウルの打球が左手に当たったことで薬指を剥離骨折。翌31日に出場選手登録を抹消された。9月上旬から戦線に復帰すると、チームのレギュラーシーズン2位に貢献。一軍公式戦84試合の出場で自己最多の8本塁打、打率.254、27打点を記録し、オリックス時代の2014年以来5年ぶりのクライマックスシリーズ（CS）出場も果たした。なお、レギュラーシーズン中に国内FA権の取得条件を満たしたが、チームがCSファーストステージで敗れた直後の10月23日には、この権利を行使せずにチームへ残留することを表明。表明の前に臨んだ球団との契約交渉で、DeNAの選手としては歴代最長の4年契約を締結した。契約期間中の年俸総額は推定4億5000万円で、成績に応じた出来高の付帯条項も契約に盛り込まれた。
2020年は、広島東洋カープとのレギュラーシーズン開幕戦と第2戦（いずれもマツダスタジアム）で監督のアレックス・ラミレスからスタメンマスクを任されたが、投手陣が2試合合計で15失点を喫した末にチームは連敗。7月18日の対巨人戦（横浜）では、スタメンに起用されながら、3回表の守備から交代した。「今永昇太とのコンビネーションが（首脳陣の練った戦略と同じ方向に）機能していない」というラミレスの判断による交代で、翌19日に出場選手登録を抹消されたことから、一部では「伊藤のリードに不満を持ったラミレスによる二軍への懲罰降格」と報じられた。さらに、降格後の7月28日に出場したイースタン・リーグの対楽天戦で、走塁中に右足を痛めて途中交代。後に肉離れが判明したため、一軍への復帰はシーズン後半の9月下旬まで持ち越された。同年の一軍公式戦への出場は移籍後最小の30試合で打率.216、0本塁打、6打点という成績で4年契約の1年目を終了。12月8日の契約交渉では現状維持（推定年俸1億1250万円）という条件で契約を更改した。ラミレスはこの年限りで監督を退任したものの、更改後の記者会見では「監督が考えていることを試合で表現するのがキャッチャーなので、このシーズンと同じようなことを二度としたくない」との表現で悔しさをにじませた。
2021年は、3月18日に教育リーグの対ヤクルト戦で左脹脛の肉離れに見舞われた影響で、レギュラーシーズンの開幕を二軍で迎え、一軍への合流はセ・パ交流戦直前の5月18日にまでずれ込んだ。同年より一軍の監督を務める三浦大輔は、伊藤の豊富な経験、右打ちから犠打に至るまで多彩な打撃、相手投手に多く投げさせる打席での粘りを高く評価。交流戦の開幕を機に、伊藤を「2番・捕手」としてスタメンに固定した。交流戦では通算打率.263ながらチーム2位の11四死球を喫した影響で、チーム3位の出塁率.382を記録したほか、チームの野手としては7年ぶりの3打席連続犠打や、チームの捕手としての一軍公式戦シーズン初盗塁もマーク。開幕から交流戦開幕までの勝率が.293でセ・リーグの下位に低迷していたチームも、伊藤が出場した交流戦13試合では勝率.643（9勝5敗3分け）と好調だった。ところが6月22日の巨人戦には腰の違和感で途中交代。後に復帰し一軍の試合に出続けたものの、打率が下がり続け、後半戦は山本祐大や戸柱恭孝にスタメンを譲ることも多かった。9月28日の東京ヤクルトスワローズ戦の6回裏に、打者である村上宗隆のファウルボールがマスクに直撃し、翌29日登録を抹消された。都内の病院で診察を受けあごの打撲と脳震盪の症状があった為脳震盪特例措置が適用された。さらに10月11日には横浜市内の病院で右肩のクリーニング手術を受けたことが発表され、以降は試合への出場が無いままシーズンを53試合、打率.213、2本塁打、13打点の成績で終えた。
2022年は、開幕から他の捕手と併用で出場を続けていたが、4月7日に左脚の張りで登録抹消される。復帰に向けて二軍で調整を続けていたが、5月20日に発熱等の症状で新型コロナウイルスの陽性判定を受け、更に離脱期間が続き、復帰が先延ばしとなった。リハビリと療養を経て、6月21日に一軍に合流。6月23日の巨人戦（東京ドーム）でスタメン復帰し、開幕から勝ち星が無く不調に苦しんでいた東克樹とバッテリーを組み、6回3失点と試合を作り、打っては猛打賞で東の1勝目をアシストした。離脱の間に嶺井が主に先発マスクを任されるようになっており、出場機会が減っていたが、打撃の状態がよく、8月3日の広島戦（横浜スタジアム）では、オリックス時代以来5年ぶりに一塁の守備で先発出場した。チームが連勝を続け2位躍進を続けていた8月20日の広島戦では、同点に追いつかれた直後の8回に２死一・三塁のチャンスで経験を買われて代打起用されると決勝打を放ち、球団記録となる本拠地16連勝（その後最大17連勝まで記録）に貢献した。2位で迎えたクライマックス・シリーズのファーストステージでは、10月9日の2戦目で大貫晋一とバッテリーを組み先発出場し、阪神打線相手に1-0で完封勝利する好リードを見せた。
2023年は、開幕から戸柱、山本との併用が続き、山本の台頭で次第にスタメンの機会も減ったが、この年サイ・ヤング賞受賞投手が加入したことで話題を集めたトレバー・バウアーの女房役をシーズン通して任された。8月6日の阪神タイガース戦（横浜スタジアム）にて通算1000試合出場を達成。8月15日のヤクルト戦（神宮球場）では、2年ぶりとなる本塁打で先発のバウアーを援護し勝利に導いた。本拠地最終戦となった10月1日の中日戦では、大貫晋一とバッテリーを組み大貫のマダックス達成での初完封をアシストした。4年契約が終わり保有していた海外FA権は行使せず、オフには減額制限を超える4750万円減の6500万円プラス出来高で新たに2年契約を結んだ。
2024年は、山本がレギュラーの座を掴んだため出場機会が減り、7月15日には二軍で活躍を見せていた若手の松尾汐恩と入れ替わる形で一軍登録を抹消される。二軍では、14試合に出場し打率.341、1本塁打と好成績を残し、8月20日に再び一軍に合流。9月6日の広島戦（横浜スタジアム）では延長11回の二死満塁で打席が回り、松本竜也からサヨナラの押し出し四球を選び勝利を収めた。9月15日に山本が死球を受けて骨折したため戦線離脱となり、翌14日の広島戦では、山本とバッテリーを組むことが増えていた東克樹と2年ぶりにバッテリーを組むと、打撃では3安打2打点の活躍でチームを勝利に導き、CS争い中のチームの危機を救った。CSでは10月12日、東が先発登板した阪神とのファーストステージ第1戦で先発出場したが、16日の試合前練習で左ふくらはぎの違和感を訴え、肉離れの診断で翌日に抹消された。抹消後もチームに同行して選手陣を鼓舞し、チームの26年ぶりの日本一達成を見届けた。
2025年は二軍で開幕を迎える。二軍で打率3割台を維持し、打撃好調だったが、一軍捕手陣の山本、松尾、戸柱のいずれもが好調を維持していたたため、一軍昇格の機会に恵まれなかった。二軍戦36試合の出場で打率.343、2本塁打、16打点の成績を挙げていた中、一軍が負けが込んでいた6月18日に今季初の一軍登録となった。28日には、前々年にバッテリーを組む機会の多かったバウアーと共に先発出場するもチームを勝利へ導けなかった。代打起用が中心で6試合の出場するも9打数無安打に終わり、7月2日に登録を抹消された。

## 選手としての特徴

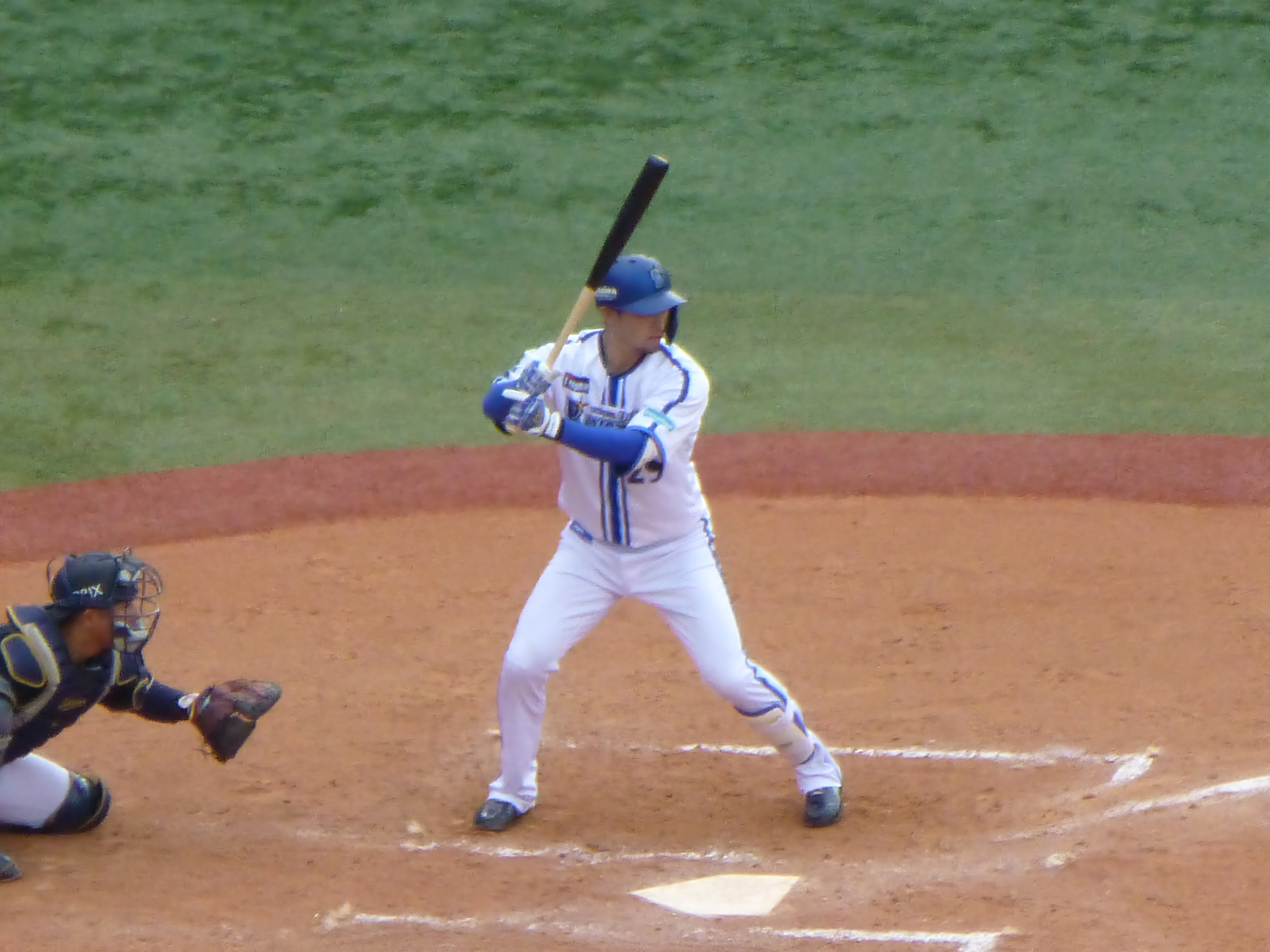
バッティングフォーム

### 打撃
2013年に打率.285、2019年には規定未到達ながら8本塁打・OPS.731を記録するなどオリックス・DeNA時代通して強打を持つ捕手であるが、若手時代は三振数の多さと低打率が課題とされていた。

### 守備・走塁

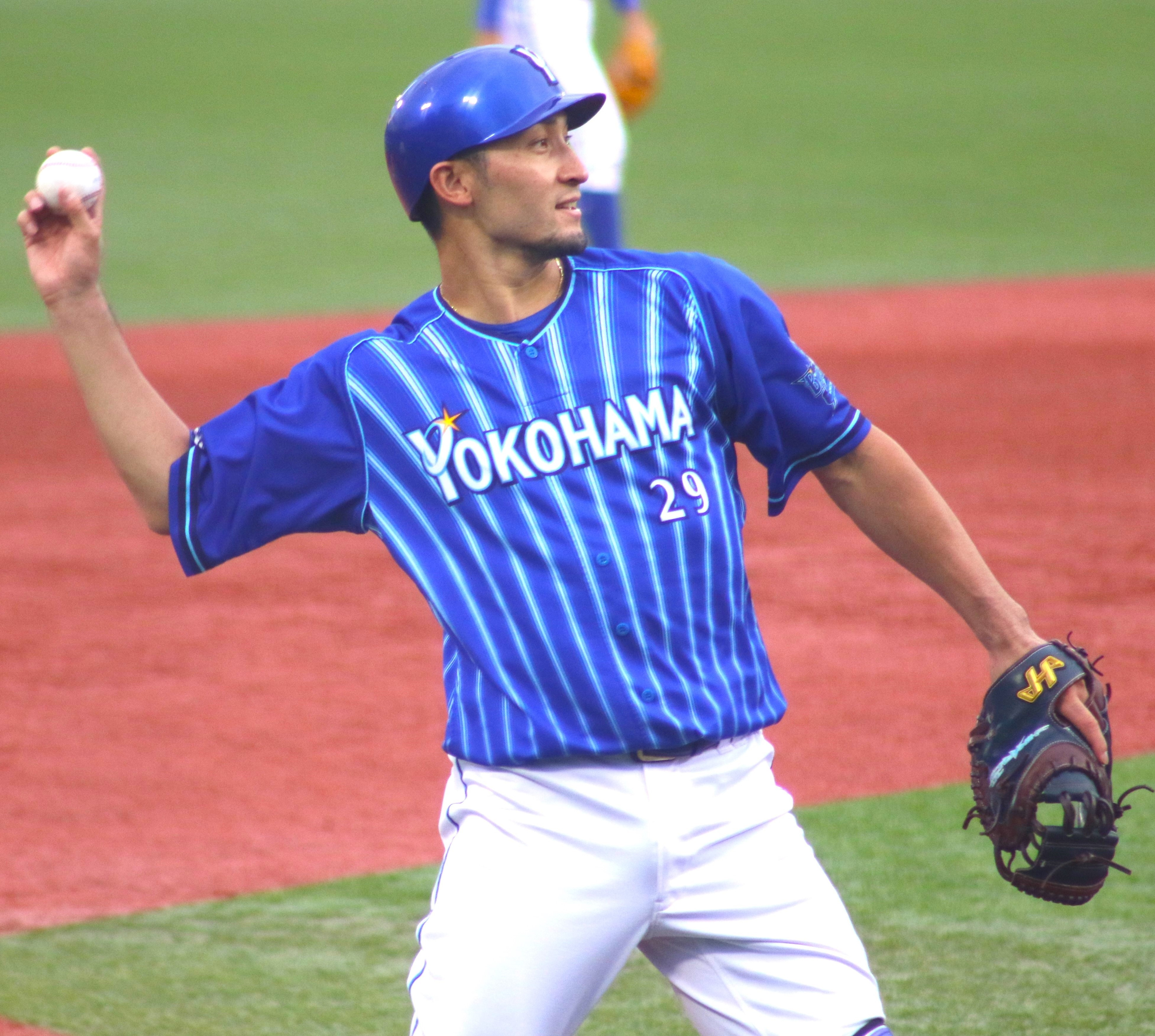
2022年8月12日 明治神宮野球場にて

遠投120メートルの強肩に加え、捕手ながら50メートル6秒フラットの俊足を兼ね備えている。
オリックス時代には上記の通り一塁・三塁の守備にも就いており、DeNA移籍後は捕手としての出場が続いていたが、2022年8月3日の試合で移籍後初めて一塁手として出場した。

## 詳細情報

### 年度別打撃成績
| 年 度      | 球 団      | 試 合 | 打 席 | 打 数 | 得 点 | 安 打 | 二 塁 打 | 三 塁 打 | 本 塁 打 | 塁 打 | 打 点 | 盗 塁 | 盗 塁 死 | 犠 打 | 犠 飛 | 四 球 | 敬 遠 | 死 球 | 三 振 | 併 殺 打 | 打 率 | 出 塁 率 | 長 打 率 | O P S |
| ---------- | ---------- | ----- | ----- | ----- | ----- | ----- | -------- | -------- | -------- | ----- | ----- | ----- | -------- | ----- | ----- | ----- | ----- | ----- | ----- | -------- | ----- | -------- | -------- | ----- |
| 2008       | オリックス | 1     | 0     | 0     | 0     | 0     | 0        | 0        | 0        | 0     | 0     | 0     | 0        | 0     | 0     | 0     | 0     | 0     | 0     | 0        | ----  | ----     | ----     | ----  |
| 2010       | オリックス | 2     | 4     | 4     | 0     | 0     | 0        | 0        | 0        | 0     | 0     | 0     | 0        | 0     | 0     | 0     | 0     | 0     | 1     | 0        | .000  | .000     | .000     | .000  |
| 2011       | オリックス | 66    | 188   | 160   | 15    | 25    | 7        | 0        | 2        | 38    | 11    | 3     | 2        | 14    | 1     | 11    | 0     | 2     | 57    | 0        | .156  | .218     | .238     | .456  |
| 2012       | オリックス | 66    | 197   | 176   | 11    | 36    | 9        | 0        | 0        | 45    | 10    | 0     | 0        | 12    | 4     | 5     | 0     | 0     | 48    | 2        | .205  | .222     | .256     | .477  |
| 2013       | オリックス | 137   | 475   | 410   | 36    | 117   | 20       | 2        | 3        | 150   | 40    | 4     | 0        | 35    | 3     | 24    | 0     | 3     | 84    | 10       | .285  | .327     | .366     | .693  |
| 2014       | オリックス | 137   | 429   | 358   | 37    | 92    | 16       | 1        | 3        | 119   | 48    | 0     | 2        | 39    | 3     | 24    | 1     | 5     | 80    | 2        | .257  | .310     | .332     | .643  |
| 2015       | オリックス | 104   | 290   | 247   | 20    | 67    | 9        | 1        | 1        | 81    | 28    | 0     | 1        | 11    | 2     | 29    | 1     | 1     | 53    | 4        | .271  | .348     | .328     | .676  |
| 2016       | オリックス | 80    | 203   | 187   | 18    | 45    | 7        | 0        | 3        | 61    | 15    | 1     | 0        | 12    | 0     | 3     | 0     | 1     | 36    | 6        | .241  | .257     | .326     | .583  |
| 2017       | オリックス | 103   | 239   | 196   | 21    | 37    | 9        | 2        | 5        | 65    | 23    | 0     | 0        | 22    | 1     | 18    | 1     | 2     | 47    | 2        | .189  | .263     | .332     | .594  |
| 2018       | オリックス | 7     | 16    | 13    | 0     | 0     | 0        | 0        | 0        | 0     | 0     | 0     | 0        | 1     | 0     | 2     | 0     | 0     | 3     | 1        | .000  | .133     | .000     | .133  |
| 2018       | DeNA       | 47    | 151   | 128   | 12    | 25    | 5        | 0        | 1        | 33    | 11    | 1     | 1        | 0     | 2     | 18    | 0     | 3     | 29    | 5        | .195  | .305     | .258     | .562  |
| '18計      | DeNA       | 54    | 167   | 141   | 12    | 25    | 5        | 0        | 1        | 33    | 11    | 1     | 1        | 1     | 2     | 20    | 0     | 3     | 32    | 6        | .177  | .289     | .234     | .523  |
| 2019       | DeNA       | 84    | 301   | 256   | 30    | 65    | 8        | 0        | 8        | 97    | 27    | 5     | 5        | 3     | 2     | 37    | 6     | 3     | 45    | 4        | .254  | .352     | .379     | .731  |
| 2020       | DeNA       | 30    | 63    | 51    | 5     | 11    | 3        | 1        | 0        | 16    | 6     | 0     | 0        | 1     | 0     | 10    | 1     | 1     | 15    | 2        | .216  | .355     | .314     | .669  |
| 2021       | DeNA       | 53    | 192   | 160   | 14    | 34    | 6        | 0        | 2        | 46    | 13    | 1     | 1        | 12    | 1     | 17    | 0     | 2     | 43    | 3        | .213  | .294     | .288     | .582  |
| 2022       | DeNA       | 40    | 103   | 94    | 9     | 26    | 7        | 0        | 0        | 33    | 8     | 0     | 0        | 0     | 0     | 8     | 3     | 1     | 23    | 3        | .277  | .340     | .351     | .691  |
| 2023       | DeNA       | 61    | 176   | 160   | 11    | 36    | 8        | 0        | 1        | 47    | 8     | 0     | 0        | 4     | 1     | 9     | 1     | 2     | 41    | 2        | .225  | .273     | .294     | .567  |
| 2024       | DeNA       | 39    | 94    | 88    | 7     | 18    | 4        | 0        | 1        | 25    | 14    | 0     | 0        | 0     | 0     | 4     | 0     | 2     | 24    | 1        | .205  | .255     | .284     | .539  |
| 通算：16年 | 通算：16年 | 1057  | 3121  | 2688  | 246   | 634   | 118      | 7        | 30       | 856   | 262   | 15    | 12       | 166   | 20    | 219   | 14    | 28    | 629   | 47       | .236  | .298     | .318     | .617  |

- 2024年度シーズン終了時

### 年度別守備成績
捕手守備
| 年 度 | 球 団      | 捕手  | 捕手  | 捕手  | 捕手  | 捕手  | 捕手     | 捕手  | 捕手     | 捕手     | 捕手     | 捕手     |
| 年 度 | 球 団      | 試 合 | 刺 殺 | 補 殺 | 失 策 | 併 殺 | 守 備 率 | 捕 逸 | 企 図 数 | 許 盗 塁 | 盗 塁 刺 | 阻 止 率 |
| ----- | ---------- | ----- | ----- | ----- | ----- | ----- | -------- | ----- | -------- | -------- | -------- | -------- |
| 2008  | オリックス | 1     | 1     | 0     | 0     | 0     | 1.000    | 0     | 0        | 0        | 0        | ----     |
| 2010  | オリックス | 2     | 7     | 1     | 0     | 0     | 1.000    | 0     | 2        | 2        | 0        | .000     |
| 2011  | オリックス | 65    | 369   | 27    | 5     | 4     | .988     | 3     | 44       | 30       | 14       | .318     |
| 2012  | オリックス | 66    | 343   | 38    | 3     | 2     | .992     | 1     | 45       | 32       | 13       | .289     |
| 2013  | オリックス | 137   | 987   | 83    | 8     | 8     | .993     | 3     | 107      | 79       | 28       | .262     |
| 2014  | オリックス | 136   | 945   | 72    | 3     | 8     | .997     | 6     | 85       | 65       | 20       | .235     |
| 2015  | オリックス | 100   | 530   | 49    | 1     | 9     | .998     | 6     | 53       | 38       | 15       | .283     |
| 2016  | オリックス | 65    | 296   | 27    | 2     | 3     | .994     | 0     | 29       | 22       | 7        | .241     |
| 2017  | オリックス | 93    | 439   | 38    | 2     | 1     | .996     | 3     | 31       | 21       | 10       | .323     |
| 2018  | オリックス | 7     | 42    | 6     | 0     | 0     | 1.000    | 1     | 8        | 6        | 2        | .250     |
| 2018  | DeNA       | 46    | 314   | 26    | 3     | 8     | .991     | 1     | 30       | 18       | 12       | .400     |
| '18計 | DeNA       | 53    | 356   | 32    | 3     | 8     | .992     | 2     | 38       | 24       | 14       | .368     |
| 2019  | DeNA       | 84    | 623   | 39    | 4     | 5     | .994     | 4     | 53       | 40       | 13       | .245     |
| 2020  | DeNA       | 23    | 115   | 10    | 0     | 2     | 1.000    | 0     | 9        | 8        | 1        | .111     |
| 2021  | DeNA       | 53    | 358   | 35    | 2     | 6     | .995     | 0     | 44       | 30       | 14       | .318     |
| 2022  | DeNA       | 36    | 156   | 13    | 1     | 1     | .994     | 2     | 15       | 11       | 4        | .267     |
| 2023  | DeNA       | 56    | 375   | 33    | 0     | 2     | 1.000    | 4     | 38       | 29       | 9        | .237     |
| 2024  | DeNA       | 26    | 146   | 12    | 1     | 2     | .994     | 1     | 23       | 19       | 4        | .174     |
| 通算  | 通算       | 996   | 6046  | 509   | 35    | 61    | .995     | 35    | 616      | 450      | 166      | .269     |

内野守備
| 年 度 | 球 団      | 一塁  | 一塁  | 一塁  | 一塁  | 一塁  | 一塁     | 三塁  | 三塁  | 三塁  | 三塁  | 三塁  | 三塁     |
| 年 度 | 球 団      | 試 合 | 刺 殺 | 補 殺 | 失 策 | 併 殺 | 守 備 率 | 試 合 | 刺 殺 | 補 殺 | 失 策 | 併 殺 | 守 備 率 |
| ----- | ---------- | ----- | ----- | ----- | ----- | ----- | -------- | ----- | ----- | ----- | ----- | ----- | -------- |
| 2016  | オリックス | 11    | 77    | 6     | 0     | 7     | 1.000    | -     | -     | -     | -     | -     | -        |
| 2017  | オリックス | 2     | 5     | 1     | 0     | 0     | 1.000    | 10    | 6     | 7     | 0     | 3     | 1.000    |
| 2022  | DeNA       | 1     | 12    | 2     | 0     | 1     | 1.000    | -     | -     | -     | -     | -     | -        |
| 通算  | 通算       | 14    | 94    | 9     | 0     | 8     | 1.000    | 10    | 6     | 7     | 0     | 3     | 1.000    |

- 2024年度シーズン終了時[注 2]
- 各年度の太字はリーグ最高
- 太字年はゴールデングラブ賞受賞

### 表彰
- ベストナイン：1回（捕手部門：2014年）※捕手部門での平成生まれ初の受賞
- ゴールデングラブ賞：1回（捕手部門：2014年）※捕手部門での平成生まれ初の受賞
- 最優秀バッテリー賞：1回（2014年 投手：金子千尋）

### 記録
初記録
- 初出場：2008年9月13日、対北海道日本ハムファイターズ20回戦（札幌ドーム）、7回裏に日高剛に代わり捕手で出場
- 初先発出場：2010年9月28日、対北海道日本ハムファイターズ24回戦（京セラドーム大阪）、「8番・捕手」で先発出場
- 初打席：同上、3回裏に武田勝から三塁ゴロ
- 初安打：2011年4月13日、対福岡ソフトバンクホークス2回戦（京セラドーム大阪）、3回裏にD.J.ホールトンから右前安打
- 初盗塁：2011年4月17日、対東北楽天ゴールデンイーグルス3回戦（阪神甲子園球場）、5回表一死に二盗（投手：戸村健次、捕手：井野卓）
- 初打点：2011年4月20日、対北海道日本ハムファイターズ2回戦（ほっともっとフィールド神戸）、2回裏にブライアン・ウルフから三塁ゴロ失策で記録
- 初本塁打：2011年5月25日、対東京ヤクルトスワローズ1回戦（明治神宮野球場）、9回表に松井光介から左越ソロ

節目の記録
- 1000試合出場：2023年8月6日、対阪神タイガース17回戦（横浜スタジアム）、「8番・捕手」で先発出場 ※史上522人目[53]

その他の記録
- オールスターゲーム出場：2回（2013年、2014年）

### 背番号
- 61（2008年 - 2010年）
- 54（2011年）
- 22（2012年 - 2018年7月10日）
- 29（2018年7月11日[29] - ）